# Colle del Ranghetto
Il colle del Ranghetto (1.272 m s.l.m.) è un valico delle Alpi Cusiane, in Piemonte. 

## Storia
Il colle è una storica via di collegamento pedonale tra la conca del Lago d'Orta e la Valsesia, in particolare per i fedeli che si recavano al Sacro Monte di Varallo. L'alpeggio presso il colle apparteneva al comune di Camasco. A breve distanza si trovava in passato una miniera di limonite, da tempo abbandonata.

## Caratteristiche

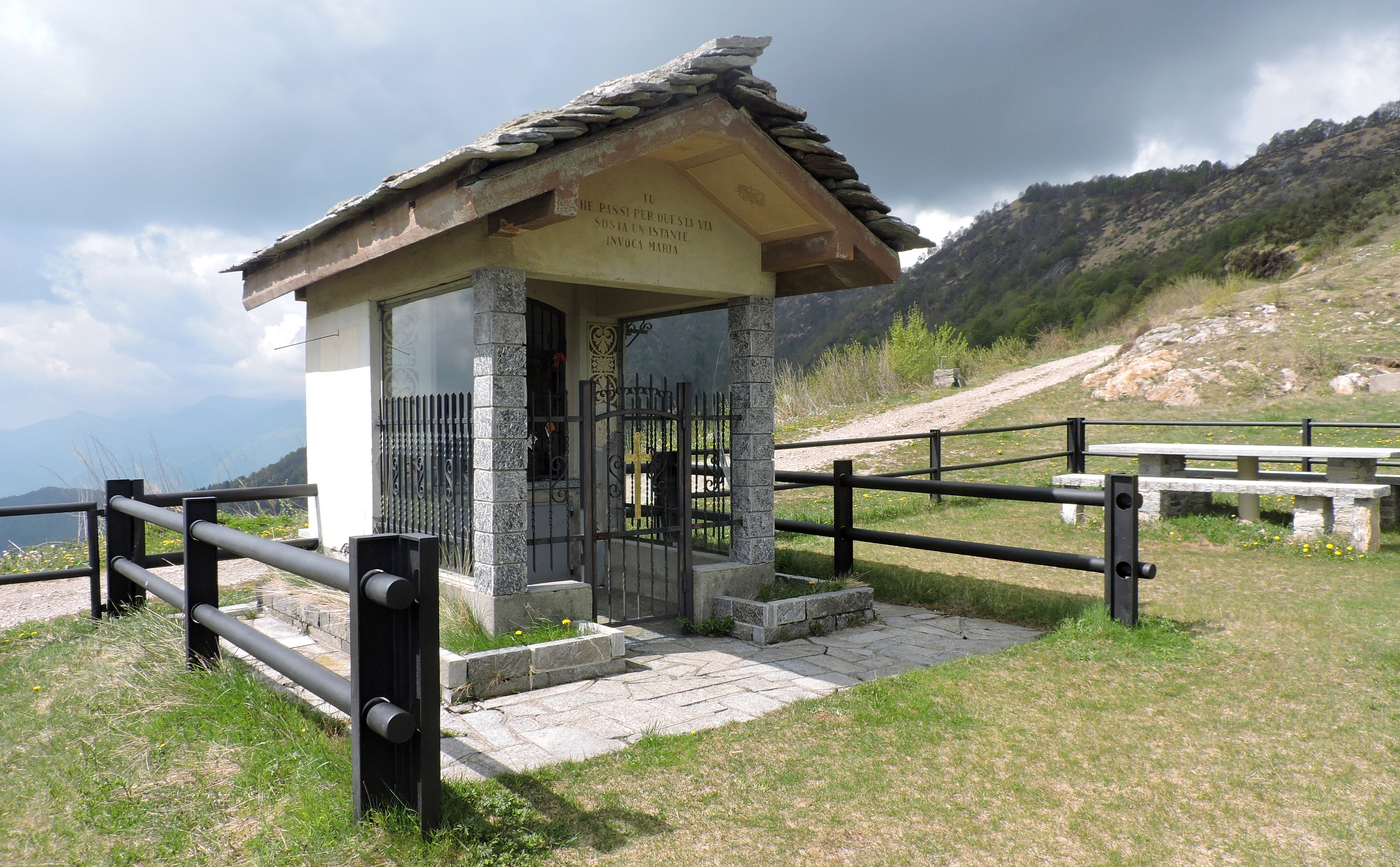
La cappella, restaurata negli Anni '80

Il valico si trova sul crinale che divide la Valsesia dalla conca del Lago d'Orta. Lo spartiacque verso nord sale al Monte Ostano (1.509 m s.l.m.), mentre a sud risale fino al rilievo a quota 1.312 (a volte denominato Monte Ranghetto) e prosegue quindi in direzione del Monte Novesso. Dal tratto di crinale che collega il monte Ostano con il passo si stacca verso sud-est una cresta che culmina con la Cima del Camossaro e che divide tra loro i due valloni valsesiani di Nono - un corso d'acqua che nasce nei pressi del colle - da quello del torrente Bagnola (a nord). Sul versante cusiano le acque sono invece drenate dal torrente Fiumetta. Il colle amministrativamente si trova sul confine tra il comune cusiano di Quarna Sotto e quello valsesiano di Varallo. 
Sul punto di valico si trova una piccola cappella.

## Accesso
Il colle è servito da una strada sterrata che sale da Camasco e da una pista forestale che lo collega con Quarna Sotto e Quarna Sopra. Vi transitano inoltre alcuni sentieri tra i quali quelli che raggiunge il Monte Croce e la Massa del Turlo.